# Theridion circumtextum
Theridion circumtextum är en spindelart som beskrevs av Simon 1907. Theridion circumtextum ingår i släktet Theridion och familjen klotspindlar.
Artens utbredningsområde är Guinea-Bissau. Inga underarter finns listade i Catalogue of Life.